# مانیتور کلاس پارا
مانیتور کلاس پارا (به انگلیسی: Pará-class monitor) یک کلاس از کشتی است که طول آن ۳۹ متر (۱۲۷ فوت ۱۱ اینچ) می‌باشد.